# جون ييتس
جون ييتس (بالإنجليزية: John Yates)‏ (18 نوفمبر 1929 في المملكة المتحدة - ) هو لاعب كرة قدم بريطاني في مركز جناح ‏. لعب مع نادي تشستر سيتي.